# Claude Raymond Guyon
Pour les articles homonymes, voir Guyon.
Claude-Raymond Guyon, né le 29 mai 1773 à Saint-Montan (Ardèche) et mort le 10 mars 1834 à Tours (Indre-et-Loire), est un général français de la Révolution et de l’Empire.

## Biographie
Sous-lieutenant dans le  3e Régiment de Dragons le 10 mars 1792, il fit les campagnes de 1792 et 1793 à l'armée du Nord. Nommé lieutenant le 4 mai 1793, et capitaine le 9 juin suivant, il servit à l'armée d'Italie de l'an II à l'an IV, il embarqua avec l'armée expéditionnaire d'Orient, et combattit en Égypte et en Syrie de l'an VI à l'an IX.
Il se distingua dans une charge faite à Aboukir en thermidor an VII (25 juillet 1799), et fut nommé chef d'escadron sur le champ de bataille.
Passé le 27 du même mois dans le  18e Régiment de Dragons, il se trouva, le 10 brumaire an VIII (1er novembre 1799), au combat de Damiette, où, à la tête de 80 hommes seulement, il mit en déroute plus de 4 000 Turcs qui se jetèrent à la mer ou se rendirent prisonniers.
Il reçut un coup de feu à la poitrine et eut deux chevaux tués sous lui. Le général en chef Kléber, satisfait de la conduite des troupes dans cette action, en fit l'objet d'un ordre du jour, et donna un sabre d'honneur au commandant Guyon.
Employé à l'état-major du général Friant le 28 germinal an IX (18 avril 1801), il rentra en France après la convention d'Alexandrie, et devint chef d'escadron titulaire, le 15 pluviôse an X (4 février 1802), dans le 3e Régiment de Chasseurs à Cheval.
Nommé major du 2e Régiment de même arme le 6 brumaire an XII (29 octobre 1803), membre de la Légion d'honneur le 4 germinal suivant, et attaché à l'armée des côtes de l'Océan pendant les ans XII et XIII, il fut promu au grade de colonel du 12e Régiment de Chasseurs à Cheval le 3 germinal de cette même année.
Il fit les campagnes d'Autriche, de Prusse et de Pologne de l'an XIV à 1807, reçut un coup de sabre à la main gauche, et obtint la décoration d'officier de la Légion d'honneur le 7 juillet 1807.
Employé en 1808 aux armées d'Allemagne et du Rhin, il fit la campagne de 1809 en Allemagne, et fut créé baron de l'Empire le 28 janvier 1809.
Il resta au corps d'observation d'Allemagne pendant une partie de 1810, et passa en 1811 à l'armée d'Italie.
L'Empereur le nomma général de brigade le 6 août 1811. Appelé au commandement de la 12e brigade de cavalerie légère, au 4e corps de la Grande Armée, le 9 juin 1812 ; il prit part à la campagne de Russie, et fut nommé commandant de la cavalerie du corps d'observation d'Italie le 16 juin 1813.
Employé dans les divisions de cavalerie réunies à Versailles le 6 janvier 1814, il passa au 1er corps de cavalerie le 26 février suivant, et fit la campagne de France en cette qualité.
Chevalier de Saint-Louis le 16 août, puis commandeur de la Légion d'honneur le 23, et mis en demi-solde le 1er septembre, il reçut le commandement de l'arrondissement de Schelestadt (Bas-Rhin) le 22 novembre de la même année.
À son retour de l'île d'Elbe, l'Empereur le plaça au 8e corps d'observation le 25 avril 1815. Après la bataille de Mont Saint-Jean, le général Guyon opéra le licenciement des corps de cavalerie dans le 5e arrondissement, par décision royale du 11 octobre suivant.
Adjoint à l'inspection de cavalerie dans la 10e division militaire le 25 juillet 1816, il remplit les mêmes fonctions dans la 4e division le 14 mai 1817, fut compris, comme inspecteur de cavalerie, dans le cadre de l'état - major général de l'armée le 30 décembre 1818, et employé, en cette qualité dans les 15e et 16e divisions militaires le 16 juin 1819.
Disponible le 1er janvier 1820, il eut le commandement de la 2e subdivision de la 18e division militaire le 12 février 1823, et reçut la décoration de grand officier de la Légion d'honneur le 23 mai 1825 à l'occasion du sacre de Charles X.
Mis en disponibilité le 1er janvier 1829, et nommé inspecteur général de cavalerie dans les 2e et 3e divisions militaires, le 23 mai 1830, il fut replacé en disponibilité le 8 août suivant.
Il prit le commandement du département des Hautes-Alpes le 9 septembre de la même année, reçut l'ordre de se rendre à Paris le 13 décembre, et rentra de nouveau en disponibilité le 22 février 1831.
Appelé au commandement du département d'Indre-et-Loire le 31 mai 1831, le baron Guyon est mort à Tours le 10 mars 1834.

## État de service
- 10 mars 1792 : Sous-lieutenant au 3e régiment de dragons
- 4 mai 1793 : Promu lieutenant
- 9 juin 1793 : Promu capitaine
- 1er août 1799 : Promu chef d'escadron
- 14 août 1799 : Transferer au 18e régiment de dragons
- 18 avril 1801 : Passe à l'État-major du général Friant
- 4 février 1802 : Chef d'escadron au 3e régiment de chasseurs à cheval
- 29 octobre 1803 : Major au 2e régiment de chasseurs à cheval
- 24 mars 1805 : Colonel du 12e régiment de chasseurs
- 6 août 1811 : Général de brigade
- 9 juin 1812 : Commandant de la 12e brigade de cavalerie légère du 4e corps de la grande armée

## Distinctions
- Légion d'honneur
  - Chevalier de la Légion d'honneur le 25 mars 1803 ;
  - officier de la Légion d'honneur le 7 juillet 1807 ;
  - commandeur de la Légion d'honneur le 23 août 1814 ;
  - grand officier de la Légion d'honneur le 23 mai 1825.
- Baron d'Empire le 28 janvier 1809.
- Chevalier de Saint-Louis le 16 août 1814.